# 郭楠
郭楠，字世重，號白峯，福建承宣布政使司泉州府晉江縣（今福建省泉州市）人，明朝政治人物。

## 生平
正德五年（1510年）庚午科舉人，正德九年（1514年）甲戌科三甲141名進士，授浙江金華府浦江縣知縣。因政績卓出，正德十四年（1519年）十一月召入朝任贵州道試監察御史，十五年五月實授。
世宗繼位后，郭楠請求召還大臣舒芬、王思、黃鞏、張衍瑞等，得到批准。嘉靖元年（1522年），檢查兩廣兵餉，其彈劾總兵官撫寧侯朱麒貪污懦弱，世宗下詔戒飭。此後因事被中官誣陷而被逮捕。大禮議事件中，其在外巡按雲南，仍然上疏反對世宗，被逮捕下撫獄、廷杖、削籍。嘉靖六年，重新起用為吉水教諭，歷昆山县、廣信府，官至南寧府知府。

## 延伸阅读
[在维基数据编辑]
 《明史卷一百九十二》，出自《明史》